# Walid II
Walid ibn Yazid of Walid II (gestorven 16 april 744) (Arabisch:الوليد بن يزيد) was een kalief van de dynastie van de Omajjaden, die regeerde van 743 tot 744. 
Hij volgde zijn oom Hisham op. Op zijn beurt werd Walid II opgevolgd door zijn neef Yazid III.
Walid was de vermoedelijke bouwer van Qasr Mushatta, een van de woestijnkastelen.